# 波姆利尼夫
50°11′9″N 23°43′2″E / 50.18583°N 23.71722°E
波姆利尼夫（烏克蘭語：Помлинів），是烏克蘭西部的村莊，隸屬利維夫州的利維夫區。該村面積0.62平方公里，海拔高度225米，2001年人口251，人口密度每平方公里405.49人。